# Hydrogen (ソフトウェア)
Hydrogenはpseudonym Comixという名で知られるイタリア人プログラマーのAlessandro Cominuよって製作されたソフトウェアドラムマシンである。ドラムループのパターンを入力するユーザーインターフェースを採用している。

## 概要
HydrogenはGNU General Public Licenseに準拠するオープンソースのソフトウェアドラムマシンである。Hydrogenは最初はLinux上で開発され、のちにWindowsやmacOSに移植された。このアプリケーションのグラフィカルユーザインタフェースはQtライブラリによって提供されている。

## 機能
- 無制限のパターンと、パターンを連結させる機能によるパターンベースシーケンサー
- パターン毎に64tickまでの個別のイベントごとのレベルと可変長パターン
- 32までのインストゥルメントがボリューム、ミュート、ソロ、パンを利用できる
- インストゥルメントのマルチレイヤーサポート（それぞれの楽器において16サンプルまで）
- ソングファイルのインポート/エクスポート機能
- 人間特有のベロシティ、時間、ピッチとスウィング機能
- 多数のパターンの同時演奏